# West Yorkshire og dalenes bispedømme
West Yorkshire og dalenes bispedømme eller Leeds bispedømme (engelsk: Diocese of West Yorkshire and the Dales eller Diocese of Leeds) er Den engelske kirkes nyeste stift – oprettet i 2014.

## Geografi
Der er tale om et stort bispedømme, der grænser op til County Durham i nordøst, til York ærkebispedømme i øst, til Doncaster i sydøst, til Greater Manchester i sydvest og til Cumbria i nordvest.
Bispedømmet ligger overvejende i regionen Yorkshire og Humber.

## Befolkningstæthed
Den sydlige del af bispedømmet er præget af tætbefolkede storbyer. I den nordlige tyndtbefolkede del ligger nationalparken the Dales (Yorkshire Dales).

## Tre domkirker
Bispedømmet blev oprettet den 20. april 2014, da tre tidligere stifter blev lagt sammen. Leeds har været bispeby siden 2008, og byen er bispedømmets administrative centrum.
Bispedømmet består af 27 provstier, der er samlede i fem distrikter, som hver har en biskop eller underbiskop.
Domkirken i Ripon er domkirke for distrikterne Ripon og Leeds. Domkirken i Bradford er domkirke for distriktet Bradford, mens domkirken i Wakefield er domkirke for distrikterne Wakefield og Huddersfield (Kirkless).

## Eksterne links
Bispedømmets officielle hjemmeside
53°48′N 1°32′V / 53.8°N 1.53°V